# Argyphia arcifera
Argyphia arcifera là một loài bướm đêm trong họ Noctuidae.